# Fast.com
Fast.com とは、2016年5月18日にNetflixが公開した、モバイル接続やブロードバンド接続の速度を無料で計測するウェブサイトである。計測はNetflixのサーバを使用して行われる。

## 沿革
ストリーミング事業展開のため、Netflix は2011年ごろから接続速度の遅いインターネット・プロバイダを公に批判しており、2016年5月18日には無料で接続速度を計測する Fast.com を公開した。Fast.com は、モバイル接続、ブロードバンド接続の双方で利用可能で、さらに世界各地での利用も可能であった。公開後、Fast.com は想像以上の成長を遂げ、2017年12月から2018年6月までの7カ月間で、全世界から合計5億回以上ものテストが行われたという。そして2018年7月17日には「単なるインターネットのダウンロード速度の測定に限らず、もっと詳細な情報を提示してほしい」というユーザーの声に応え、インターネットのアップロード速度やレイテンシの測定にも対応した。

## 評価
クリステン・ホリスとトリシャ・ヤンドックは『CNET』の記事にて、 Fast.com は「Ooklaとは異なり、インターフェースに広告が表示されないため、厄介なポップアップ広告が速度テストを中断する心配はない」と評価している。また、ジェイコブ・カストレナケスは『The Verge』の記事で「Fast.comは、数ある速度テストの中でも比較的有用なものの1つだ。なぜなら、Netflixのサーバーへの接続速度を測定しているからだ。インターネットプロバイダの中には、自社のネットワークをより良く見せるために、一般的な速度テストへの接続を最適化していると思われるケースがあるが、Fast.com の場合、そのような最適化が行われるということは、Netflixをストリーミングできる速度が向上するということを意味している。よって、このテストの数値は意味があるといえる」と指摘している。